# Uda (stacja kolejowa)
Uda (ros. Уда, krl. Uda) – stacja kolejowa w miejscowości Bolszaja Uda, w rejonie biełomorskim, w Karelii, w Rosji. Położona jest na linii Wołchow - Murmańsk.